# Dobrovolceske, Vesele
Dobrovolceske (în ucraineană Добровольчеське) este un sat în comuna Kalînivka din raionul Vesele, regiunea Zaporijjea, Ucraina.

## Demografie
Componența lingvistică a localității Dobrovolceske
     Ucraineană (94,76%)
     Rusă (4,76%)
     Alte limbi (0,48%)
Conform recensământului din 2001, majoritatea populației localității Dobrovolceske era vorbitoare de ucraineană (94,76%), existând în minoritate și vorbitori de rusă (4,76%).